# Hyperolius parallelus
Hyperolius parallelus es una especie de anfibios de la familia Hyperoliidae.
Habita en Angola, Botsuana, República del Congo, República Democrática del Congo, Namibia, Zambia y, posiblemente Gabón y Zimbabue.
Su hábitat natural incluye bosques tropicales o subtropicales secos y a baja altitud, sabanas secas, sabanas húmedas, zonas secas de arbustos, zonas de arbustos tropicales o subtropicales secos, praderas secas a baja altitud, praderas húmedas o inundadas en alguna estación, praderas tropicales o subtropicales a gran altitud, ríos, pantanos, lagos de agua dulce, lagos temporales de agua dulce, marismas de agua dulce, corrientes intermitentes de agua dulce, tierra arable, pastos, jardines rurales, áreas urbanas, áreas de almacenamiento de agua, estanques, excavaciones a cielo abierto, zonas de regadío, tierras de agricultura parcial o temporalmente inundadas y canales y diques.